# 小交響曲 (プフィッツナー)
小交響曲ト長調作品44 （Kleine Sinfonie G-Dur）は、ハンス・プフィッツナーが1939年に作曲した交響曲。初演は同年の11月17日、ヴィルヘルム・フルトヴェングラー指揮ベルリン・フィルハーモニー管弦楽団により行われた。
当楽曲の世界初録音は1974年2月、日本の札幌交響楽団が東芝EMIの製作により成し遂げた。このレコーディングでは、1968年9月に同楽団の指揮者に着任し1970年4月に同楽団常任指揮者に就任したペーター・シュヴァルツがタクトを執っている。

## 楽器編成
フルート2、オーボエ2、クラリネット2、ファゴット2、トランペット、ハープ、シンバル、弦五部

## 演奏時間
約20分。

## 楽曲構成
第1楽章 Gemachlich(Moderato)
ト長調 2/2拍子 ソナタ形式。 第1ヴァイオリンが第1主題を提示した後、他の弦楽器が加わっていき、オーボエが新たな動機を奏する。第2主題は弦に提示される。
第2楽章 Allegro
ニ短調 6/8拍子 自由な三部形式。スケルツォ主題はトランペットと弦により演奏される。中間部は第1部の動機も用いてチェロが叙情的な主題を提示する。その後、冒頭の主題の再現である第3部が現れる。結尾はクラリネットの穏やかな旋律で締めくくられる。
第3楽章 Adagio
ト短調 4/4拍子 二部形式。
第4楽章 Heiter beweget(Allegretto)
ト長調 6/8拍子ソナタ形式。フルートが第1主題を提示する。